# ليليانا نيتو
ليليانا نيتو (بالبرتغالية: Liliana Neto‏) هي منافسة ألعاب القوى أنغولية، ولدت في 29 يناير 1997.

## وصلات خارجية
- ليليانا نيتو على موقع الاتحاد الدولي لألعاب القوى (الإنجليزية)
- ليليانا نيتو على موقع أوليمبيديا (الإنجليزية)